# 発送代行
発送代行（はっそうだいこう）とは、
1. 荷物の発送を含めた物流のアウトソーシングのこと。運送会社でない企業が提供している場合は、2の意味での発送代行とセットでの契約になっている場合が多く、運送会社が提供している場合は、格安での運賃契約とセットになっている場合が多い。一般には3PLと呼ばれるので、詳しくは3PLの項を参照のこと。
2. 差出人の代わりに運送会社と契約し、メール便や宅配便などを格安で提供するサービス。本項で解説する。

## 概要
差出人の代わりに運送会社と契約し、メール便や宅配便を格安で提供する。
有名なところではYahoo!ゆうパック（サービス終了）や、はこBOONや、飛脚ゆうメールなどが存在する。

## 問題点
障害者郵便制度悪用事件のように、障害者団体の名義を借りて障害者割引を受けたり、第三種郵便物でないものを第三種郵便で差し出したり、長岡郵便局不正値引事件のように、郵便局に提出する後納表に記載する個数を実際の差出個数より少なく記載するなどして、不当に運賃を免れようとする発送代行業者が存在する。
また、差出人に支払う代引金に手を付けたり、運送会社に支払う運賃を踏み倒すなどという事例も存在する。
差出人から受け取る料金を前払いのポイント制にし、サービスが終了しても規約を盾にしたり、連絡を絶つなどしてポイントの返金に応じないなどの事例も存在するので注意を要する。
なお、前払いのポイント制の場合、金券などと同様に、3月30日もしくは9月30日時点において未使用残高が1000万円を超えた場合、内閣府に届出をし、未使用残高の半額を供託する必要があるが、行なっていない業者が多い。